# Успение Богородично (Осеново)
Вижте пояснителната страница за други значения на Успение Богородично.
„Успение Богородично“ е възрожденска църква в банското село Осеново, България, част от Неврокопската епархия на Българската православна църква. Обявена е за паметник на културата.

## Архитектура
Църквата е разположена в Старото село и е изградена в 1830 година. В архитектурно отношение представлява еднокорабна сграда със средни размери и с една апсида на изток. Иконостасът е рисуван и частично украсен с ажурна резба по венчилката и царските двери. Иконостасните икони са дело на банския зограф Димитър Молеров от 1840 година, който демонстрира умел рисунък и топъл, хармоничен колорит.